# Tre Castelli
I Tre Castelli (Three Castles) sono stati una signoria medievale che comprendeva le fortificazioni di Grosmont e Skenfrith e il White Castle, situate nella contea del Monmouthshire nel Galles. I castelli furono fondati dai Normanni sulla scia della loro conquista dell'Inghilterra del 1066, per proteggere la rotta che collegava il Galles con Hereford. Forse commissionati da William fitzOsbern, I conte di Hereford, inizialmente comprendevano fortificazioni in terrapieno con difese in legno. Nel 1135, in risposta a una grande rivolta gallese, il re Stefano riunì i castelli in un'unica signoria, che continuò a svolgere un ruolo nella difesa della regione per diversi secoli.
Nel XII secolo, si svolsero alcuni lavori per sviluppare i castelli, ma la loro forma attuale risale principalmente al XIII secolo. Nel 1201, il re Giovanni diede i castelli a un potente funzionario reale, Hubert de Burgh. Nel corso dei decenni successivi, la signoria passò e ripassò nelle mani di diversi proprietari, tra cui Hubert, la famiglia rivale de Braose e la Corona inglese. Durante il suo mandato, Hubert rase al suolo e ricostruì completamente il castello di Skenfrith e ristrutturò in maniera sostanziale Grosmont. Il terzo castello, White Castle, fu probabilmente ricostruito negli anni 1250 e 1260 durante il regno di Enrico III.
Nel 1267, i tre castelli furono concessi a Edmondo, I conte di Lancaster, e rimasero nelle mani della contea, poi ducato, di Lancaster fino al 1825. Tuttavia, la conquista del Galles da parte del re Edoardo I rimosse gran parte dell'utilità strategica dei castelli, cosicché nel XVI secolo erano ormai caduti in disuso e in rovina. All'inizio del XX secolo, le rovine furono gradualmente affidate alla cura dello stato e ora sono gestite da Cadw, ente per la salvaguardia del patrimonio gallese. I siti sono collegati da un moderno sentiero conosciuto come la passeggiata dei Tre Castelli (Three Castles Walk).

## Storia

### XI-XII secolo

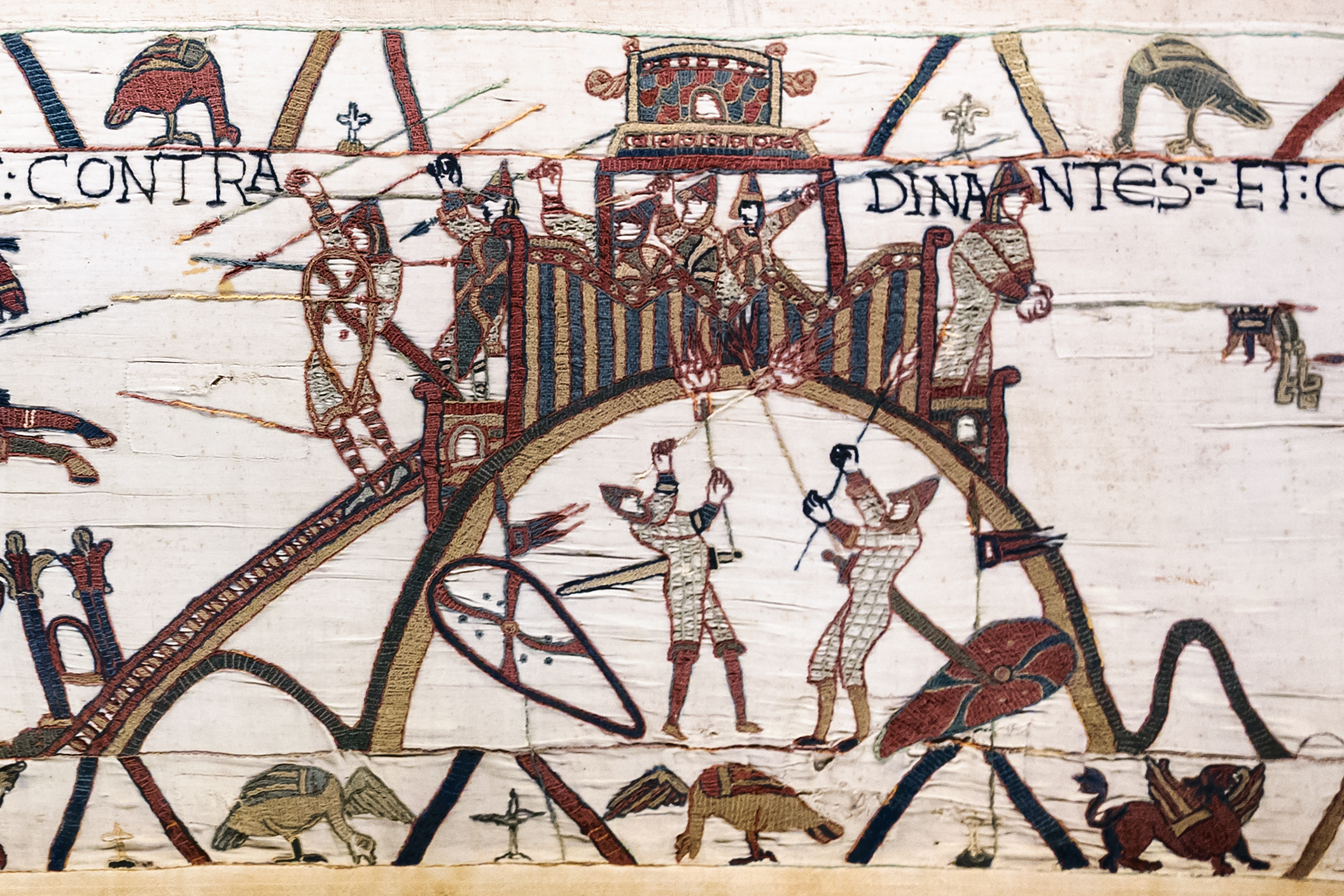
La costruzione di castelli in terra e legno fu essenziale nella conquista normanna dell'Inghilterra e delle Marche gallesi

Le fortificazioni che costituirono la signoria dei "Tre Castelli" furono costruite sulla scia dell'invasione normanna dell'Inghilterra del 1066. Poco dopo l'invasione, i Normanni si spinsero nelle Marche gallesi, dove Guglielmo il Conquistatore diede a William fitzOsbern il titolo di conte di Hereford. Il neoconte avrebbe ampliato la sua proprietà, conquistando le città di Monmouth e Chepstow. I Normanni fecero ampio uso di castelli per sottomettere i gallesi, stabilire nuovi insediamenti ed esercitare le loro pretese di signoria sui territori.
I castelli di Grosmont e Skenfrith e il White Castle furono tutti costruiti nella valle del Monnow in questo periodo, forse dallo stesso conte William, per proteggere il percorso dal Galles a Hereford. I primi castelli in questi siti furono costruiti con terra e legno. Le proprietà terriere della contea nella regione furono lentamente smembrate dopo che il figlio di William, Roger de Breteuil, si ribellò contro il re nel 1075. Comunque, nel 1135 avvenne una grande rivolta gallese, a cui il re Stefano rispose ristrutturando i possedimenti lungo questa parte delle Marche e riportando i castelli sotto il controllo della Corona, riunificati sotto la signoria nota come i "Tre Castelli".
Il conflitto con i gallesi continuò e, dopo un periodo di distensione sotto il re Enrico II nel 1160, le famiglie marchesi de Mortimer e de Braose attaccarono i loro rivali gallesi durante il 1170, portando a un assalto gallese al vicino castello di Abergavenny nel 1182. In risposta, la Corona preparò il castello ad affrontare un attacco e ricostruì parti di Skenfrith e White Castle con pietra.

### XIII-XVII secolo

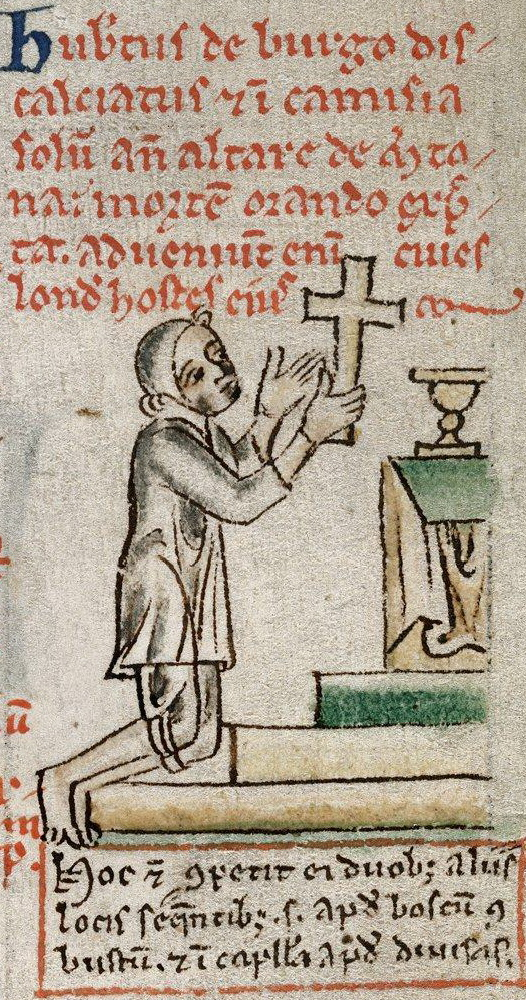
Hubert de Burgh, che espanse grandi parti dei castelli; raffigurato qui a seguito della sua perdita di potere nel 1234, da Matteo Paris

Nel 1201 re Giovanni donò i Tre Castelli a Hubert de Burgh. Hubert era un proprietario terriero minore che era diventato il ciambellano domestico di Giovanni quando era ancora un principe, e quando questi aveva ereditato il trono divenne un funzionario reale sempre più potente.  Hubert iniziò a migliorare i suoi nuovi castelli, a cominciare da Grosmont, ma fu catturato mentre combatteva in Francia. Mentre era in cattività, re Giovanni riprese i Tre Castelli e li diede a William de Braose, un nemico di Hubert. Il re successivamente litigò con William e lo espropriato delle sue terre nel 1207, ma il figlio di de Braose, anch'egli chiamato William, colse l'opportunità offerta dalla prima guerra dei baroni per riconquistare i castelli.
Una volta rilasciato, Hubert riacquistò il potere, diventando giustiziere e conte di Kent, per poi riprendere finalmente i Tre Castelli nel 1219 durante il regno di Enrico III. Durante il mandato di Hubert, Skenfrith fu interamente ricostruito: dopo aver raso al suolo il vecchio castello, ordinò la costruzione di un nuovo castello rettangolare con torri rotonde e un mastio circolare centrale in pietra.
Hubert perse potere nel 1232 e fu nuovamente spogliato dei castelli, che furono posti sotto il comando di Walerund Teutonicus, un servitore reale. Enrico guidò un esercito in Galles nel 1233 contro il ribelle Riccardo il Maresciallo, allora conte di Pembroke, e i suoi alleati gallesi, e quel novembre si accampò fuori dal castello di Grosmont. Riccardo effettuò un attacco notturno al loro accampamento e, pur non prendendo il castello stesso, costrinse l'esercito reale alla fuga. Dopo essersi riconciliati con il re nel 1234, Hubert riottenne i tre castelli ma, nel 1239, dopo un altro scontro con il monarca, e furono assegnati di nuovo a Walerund.
Nel 1254, la signoria fu concessa al figlio maggiore di re Enrico e poi re, il principe Edoardo. I castelli furono allestiti per rispondere all'attacco di Llywelyn ap Gruffudd ad Abergavenny nel 1262; Il castello di Skenfrith, sotto il comando di Gilbert Talbot, ricevette l'ordine di essere presidiato «da ogni uomo, e a qualunque costo», ma la minaccia passò senza incidenti. Edmondo conte di Lancaster, allora capitaneus delle forze reali in Galles, ricevette la signoria nel 1267 che rimase per molti secoli proprietà della sua contea, poi tramutata in ducato.
La conquista del Galles da parte di re Edoardo I nel 1282 portò i tre castelli a perdere sempre più importanza strategica, ma continuarono a essere mantenuti e utilizzati come centri amministrativi. L'ultimo coinvolgimento militare dei castelli fu all'inizio del XV secolo, durante la rivolta di Owain Glyndŵr; Grosmont fu attaccato nel 1405 dal figlio di Owain, Gruffudd, ma fu sollevato da una forza inglese inviata dal principe Enrico. Nel 1538 i castelli erano ormai caduti in disuso e poi in rovina; una descrizione del 1613 notava che erano «rovinati e decaduti».

### XVIII-XXI secolo
Nel 1825 i tre castelli furono venduti a Henry Somerset, duca di Beaufort. La tenuta fu separata nel 1902 e venduta a vari proprietari privati, che si occuparono della conservazione del sito. I castelli furono affidati alla cura dello Stato all'inizio del XX secolo e furono eseguiti estesi lavori di riparazione. Nel XXI secolo, i tre castelli sono gestiti dall'agenzia per il patrimonio gallese Cadw e protetti dalla legge britannica come monumenti classificati di grado I e II*. Un sentiero lungo 30 chilometri (19 mi), noto come la passeggiata dei Tre Castelli, collega le tre fortificazioni.

## I castelli
| Nome                  | Immagine | Pianta | Ubicazione                             | Descrizione |
| --------------------- | -------- | ------ | -------------------------------------- | --- |
| Castello di Grosmont  |          |        | Grosmont 51.915278°N 2.865833°W        | La maggior parte del castello di Grosmont risale al XIII secolo con successive aggiunte nel XIV. Originariamente costituito da una cinta interna e una esterna, quest'ultima è stata invasa dai giardini limitrofi. La cinta interna forma un castello di pietra con una cancellata, due torri circolari, una sala e un alloggiamento a nord, protetto da un fossato. In origine altri edifici di legname potrebbero essere stati eretti sul muro di pietra esterna come alloggi per i servitori del castello, ma solo tracce sparse sopravvivono. Il blocco settentrionale della cinta interna ha un distintivo comignolo ottagonale con la cima intarsiata. |
| Castello di Skenfrith |          |        | Skenfrith 51.8784°N 2.7902°W           | Il castello di Skenfrith risale all'inizio del XIII secolo, quando fu spianato il castello originario dell'XI e XII secolo. Il castello forma un poligono ed era originariamente protetto da un fossato in pietra riempito d'acqua alimentata dal fiume. Sopravvive la cortina muraria, con torri circolari ad ogni angolo. Una residenza a due piani si estendeva sul lato interno sud-occidentale del castello, di cui oggi sopravvivono solo le fondamenta. Il mastio circolare a tre piani al centro del castello ha una torre scalare sporgente sul lato sud-occidentale.                                                                                |
| White Castle          |          |        | Llantilio Crossenny 51.8454°N 2.9029°W | il Castello Bianco risale principalmente al XIII secolo ed è costituito da un recinto interno centrale, da un corno a forma di mezzaluna a sud e da un recinto esterno a nord. Il recinto esterno era originariamente molto più grande e si estendeva intorno al castello più a est, ma di questi sbancamenti sopravvivono solo tracce limitate. Gli edifici si estendevano all'interno del recinto interno, tra cui la sala, gli alloggi del conestabile, la cappella, gli edifici di servizio e il blocco delle cucine. Lo storico Paul Remfry considera il castello "un capolavoro di ingegneria militare".                                                |